# 大营子站
大营子站是一个锦承线上的铁路车站，位于辽宁省朝阳市龙城区半拉山街道半拉山村，建于1934年，目前为四等站，邮政编码为122003。目前客运：办理旅客乘降；行李、包裹托运；货运：办理整车货物发到。